# San Francisco, Cuitláhuac
San Francisco är en ort i Mexiko.   Den ligger i kommunen Cuitláhuac och delstaten Veracruz, i den sydöstra delen av landet, 260 km öster om huvudstaden Mexico City. San Francisco ligger 417 meter över havet och antalet invånare är 2 131.
Terrängen runt San Francisco är platt åt sydost, men åt nordväst är den kuperad. Runt San Francisco är det ganska tätbefolkat, med 134 invånare per kvadratkilometer. Närmaste större samhälle är Cuitláhuac, 2,3 km öster om San Francisco. Trakten runt San Francisco består till största delen av jordbruksmark.